# Pasquale Selvarolo
Pasquale Selvarolo (Andria, 28 novembre 1999) è un mezzofondista italiano.

## Palmarès
| Anno | Manifestazione   | Sede      | Evento         | Risultato | Prestazione | Note                                     |
| ---- | ---------------- | --------- | -------------- | --------- | ----------- | ---------------------------------------- |
| 2018 | Europei di cross | Tilburg   | Corsa U20      | 30º       | 19'20"      |                                          |
| 2018 | Europei di cross | Tilburg   | A squadre      |           |             |                                          |
| 2019 | Europei di cross | Lisbona   | Corsa U23      | 31º       | 25'39"      |                                          |
| 2019 | Europei di cross | Lisbona   | A squadre      | Argento   | 29 p.       |                                          |
| 2021 | Europei U23      | Tallinn   | 10000 m piani  | 4º        | 29'25"56    |                                          |
| 2021 | Europei di cross | Dublino   | Corsa U23      | 61º       | 26'31"      |                                          |
| 2021 | Europei di cross | Dublino   | A squadre      |           |             |                                          |
| 2022 | Europei di cross | Torino    | Corsa seniores | 46º       | 31'23"      |                                          |
| 2022 | Europei di cross | Torino    | A squadre      | Argento   | 25 p.       |                                          |
| 2023 | Europei di cross | Bruxelles | Corsa seniores | 50º       | 32'02"      |                                          |
| 2023 | Europei di cross | Bruxelles | A squadre      | 8º        | 91 p.       |                                          |
| 2024 | Europei          | Roma      | Mezza maratona | 6º        | 1h01'27"    | Miglior prestazione personale stagionale |
| 2024 | Europei          | Roma      | A squadre      | Oro       | 3h03'33"    |                                          |

## Campionati nazionali
2016
- 8º ai campionati italiani allievi, 3000 m piani - 8'51"52

2017
- 7º ai campionati italiani juniores, 5000 m piani - 15'21"84
- 28º ai campionati italiani juniores di corsa campestre - 28'11"

2018
- 36º ai campionati italiani di maratonina - 1h09'41"
- 9º ai campionati italiani juniores di corsa campestre - 27'58"

2019
- 12º ai campionati italiani assoluti, 10000 m piani - 30'40"22
- 29º ai campionati italiani di corsa campestre - 32'27"32
- 11º ai campionati italiani di maratonina - 1h06'29"
- 10º ai campionati italiani di 10 km su strada - 30'03"
- 4º ai campionati italiani promesse, 10000 m piani - 30'40"22
- 6º ai campionati italiani promesse, 5000 m piani - 14'39"57
- 9º ai campionati italiani promesse di corsa campestre - 32'27"32
- Oro ai campionati italiani promesse di maratonina - 1h06'29"

2020
- 5º ai campionati italiani assoluti, 10000 m piani - 29'24"74
- Bronzo ai campionati italiani assoluti, 5000 m piani - 14'08"81
- 11º ai campionati italiani di maratonina - 1h03'46"
- Argento ai campionati italiani promesse, 10000 m piani - 29'24"74

2021
- 9º ai campionati italiani assoluti, 10000 m piani - 29'20"99
- 6º ai campionati italiani assoluti, 5000 m piani - 14'06"24
- 41º ai campionati italiani di corsa campestre - 33'17"
- 17º ai campionati italiani di maratonina - 1h05'39"
- Oro ai campionati italiani promesse, 5000 m piani - 14'30"03

2022
- 5º ai campionati italiani assoluti, 10000 m piani - 28'53"77
- 5º ai campionati italiani assoluti, 5000 m piani - 13'47"53
- 4º ai campionati italiani di maratonina - 1h02'21"
- Bronzo ai campionati italiani di 10 km su strada - 28'44"

2023
- Argento ai campionati italiani assoluti, 10000 m piani - 28'36"77
- Argento ai campionati italiani assoluti, 5000 m piani - 14'03"01
- Argento ai campionati italiani di corsa campestre - 30'54"
- 5º ai campionati italiani di maratonina - 1h03'09"
- Bronzo ai campionati italiani di 10 km su strada - 28'46"

2024
- Argento ai campionati italiani assoluti, 10000 m piani - 29'05"45
- Oro ai campionati italiani di corsa campestre - 31'45"

2025
- Argento ai campionati italiani di corsa campestre - 30'55"

## Altre competizioni internazionali
2022
- 19º in Coppa Europa dei 10000 metri ( Pacé), 10000 m piani - 28'30"35
- 7º al Giro podistico internazionale di Castelbuono ( Castelbuono) - 35'51"
- 20º alla mezza maratona di Valencia ( Valencia) - 1h02'00"

2023
- 29º in Coppa Europa dei 10000 metri ( Pacé), 10000 m piani - 29'08"39
- 5º alla Stramilano ( Milano) - 1h02'54"
- 13º al Campaccio ( San Giorgio su Legnano) - 30'09"

2024
- Oro alla Maratona di Torino ( Torino) - 2h11'14"
- 9º al Campaccio ( San Giorgio su Legnano) - 30'39"
- 10º alla mezza maratona di Berlino ( Berlino) - 1h01'57"

2025
- 9º al Campaccio ( San Giorgio su Legnano) - 32'49"
- 6º al Cross di Alà dei Sardi ( Alà dei Sardi)